# MRN複合体
MRN複合体（MRNふくごうたい、英: MRN complex、酵母ではMRX複合体）は、MRE11、RAD50、NBS1（ヒトではNibrin、酵母ではXrs2とも呼ばれる）から構成されるタンパク質複合体である。真核生物では、MRN/X複合体は相同組換えや非相同末端結合による修復過程に先立って行われる、DNA二本鎖切断修復の開始段階に重要な役割を果たす。MRN複合体はin vitroとin vivoの双方で二本鎖切断部位に強く結合し、非相同末端結合による修復に先立って破壊された末端を固定したり、または相同組換え修復に先立ってDNA末端の削り込み（DNA end resection）を開始したりしている可能性がある。また、MRN複合体はDNA損傷に応答してチェックポイントキナーゼATMの活性化にも関与する。MRE11のエンドヌクレアーゼ活性による短い一本鎖オリゴヌクレオチドの産生が、MRN複合体によるATMの活性化に関係していることが示唆されている。

## 進化的起源
MRN複合体の研究は主に真核生物で行われている。しかしながら、この複合体の3つの構成要素のうちの2つ、Mre11とRad50は現存する古細菌にも保存されていることが示されている。このことは、真核生物のMRN複合体の重要な構成要素が進化的に古細菌に由来するものであることを示唆している。古細菌Sulfolobus acidocaldariusではMre11タンパク質はRad50タンパク質と相互作用し、ガンマ線照射によって実験的に誘発されたDNA損傷の修復に活発な役割を果たしているようである。同様に、真核生物型原生生物であるテトラヒメナの減数分裂時にも、Mre11はDNA損傷（この場合には二本鎖切断）の修復、おそらく相同組換えが関与する過程に必要である。

## 生物学的機能

### DNA二本鎖切断の修復
真核生物においてMRN複合体は、DNA損傷の初期検出、修復を行うための細胞周期の停止、修復経路の選択（相同組換えか非末端相同結合か）、DNA分子の再構築の開始（主に切断された染色体末端の空間的並置）など、DNA二本鎖切断の修復過程の多くの段階において、そのサブユニットが協働することで重要な役割を果たしていることが示されている。初期検出はNBS1とMRE11の双方によって制御されていると考えられている。また、細胞周期チェックポイントの調節は最終的にはATMキナーゼのリン酸化活性によって制御されるが、この経路もNBS1とMRE11の双方に依存している。修復経路の選択にはMRE11のみが寄与することが知られており、一方MRE11とRAD50は協働してDNA分子の空間的整列を行う。RAD50は2つの線状DNA分子をつなぎ、MRE11は損傷染色体の末端に結合して整列の微調整を行う。

### テロメアの維持
テロメアは複製時に線状染色体の末端の完全性を維持し、DNA修復装置によって二本鎖切断として認識されることがないよう保護している。MRN複合体は、主にシェルタリン複合体のTERF2タンパク質へ結合することで、テロメアの維持にも関与している。また、NBS1はテロメラーゼによるテロメアの伸長に必要な構成要素であることが示唆されている。さらに、MRN複合体の構成要素のノックダウンはヒトのテロメア末端のGオーバーハングの長さを大きく減少させ、いわゆるTループと呼ばれる構造の適切な形成を阻害してテロメアを不安定化する可能性がある。がん細胞におけるALT（alternative lengthening of telomeres）機構によるテロメア伸長もMRN複合体、特にNBS1サブユニットに依存していることが示されている。以上より、MRN複合体がテロメアの長さと完全性の維持に重要な役割を果たしていることが示唆される。

## ヒトの疾患における役割
MRE11の変異は毛細血管拡張性運動失調様症候群（ataxia-telangiectasia-like disorder, ATLD）の患者で同定されている。NBS1サブユニットをコードするNBN遺伝子の変異は、ナイミーヘン染色体不安定症候群（NBS）の原因となる。RAD50の変異は、NBS様症候群（NBSLD）と関連付けられている。これら3つの疾患は全て、DNA損傷応答の欠陥と電離放射線照射に対する細胞感受性の増大と関係した染色体不安定症候群に属する。

## ヒトのがんにおける役割
がんの発生におけるMRN複合体の役割は、その生物学的役割と同様に多様である。MRN複合体が監視し、修復のためのシグナルを送るDNA二本鎖切断は、それ自体が発がん性遺伝的変化の原因である可能性があることから、MRN複合体は正常細胞の恒常性に保護的効果をもたらしていることが示唆される。しかしながら、特定のがん細胞株では非悪性の体細胞と比較してMRN複合体のサブユニットがアップレギュレーションされていることが記載されており、一部のがんはMRN複合体の過剰発現に対する依存性があることが示唆されている。腫瘍細胞では非悪性細胞と比較して有糸分裂率が増加しているため、DNA複製率の増加のため核内でより高レベルのMRN複合体を必要とすることは妥当であり、したがってこのことは完全に予想外のことではない。しかしながら、MRN複合体それ自体が発がん、転移や全体的ながんの悪性化の要素であることを示す証拠が多く存在する。

### 腫瘍形成
マウスモデルでは、MRN複合体のNbs1サブユニットの変異単独ではヒトのNBSと類似した表現型が引き起こされるものの、腫瘍形成は引き起こされない。しかしながら、Nbs1の変異とp53のヌル変異を抱えるダブルノックアウトマウスでは、p53野生型対照群と比較して腫瘍の発生が有意に早まる。このことは、Nbs1の変異自体が腫瘍形成に十分であることを示唆しており、対照群で悪性腫瘍がみられないのはNbs1の変異が良性であるためではなく、p53の活性によるものであることを示唆しているようである。継続研究では、Nbs1変異型p53抑制マウスにおいてB細胞型とT細胞型のリンパ腫の増加が確認され、NBS患者で高頻度でみられるリンパ腫形成におけるp53不活性化の役割の可能性が示唆された。さまざまなヒトがん細胞株において、MRE11のノックダウンによってp16INK4aがん抑制タンパク質レベルの3倍の増加がみられる。p16INK4aは細胞老化を誘導し、腫瘍細胞の増殖を停止させることができ、このp16INK4aレベルの変化には主にp16INK4プロモーターのメチル化状態が影響していると考えられている。これらのデータはMRN複合体の完全性と正常な発現レベルの維持が腫瘍形成に対して保護的な効果をもたらすことを示唆している。

### 転移
MRE11の発現が抑制されるよう遺伝的改変がなされたヒト乳がん細胞株（MCF7）や骨腫瘍細胞株（U2OS）では遊走能の低下がみられ、MRN複合体ががんの転移による拡大を促進している可能性が示唆されている。これらのMRE11ノックダウン細胞では、浸潤や転移を促進することが知られているマトリックスメタロプロテアーゼMMP2やMMP3の発現の低下がみられる。同様に、ヒト頭頸部扁平上皮癌（HNSCC）試料でのNBS1の過剰発現は、がんの転移に重要な役割を果たす上皮間葉転換を誘導することが示されている。この研究ではNBS1の発現レベルは原発性腫瘍試料よりも二次性腫瘍試料で有意に高く、腫瘍細胞の転移拡散とMRN複合体の発現レベルとの正相関の証拠となっている。これらをまとめると、MRN複合体の3つのサブユニットのうち少なくとも2つについては、おそらくMRN複合体の過剰発現と内因性（上皮間葉転換）・外因性（細胞外マトリックス構造）の双方の細胞遊走機構との関係を介して、腫瘍の転移の媒介に関与していることを示唆している。

### 悪性化
がん細胞ではほぼ普遍的にテロメア維持機構がアップレギュレーションされており、それによって無制限な複製能を獲得している。MRN複合体はテロメアの維持と関係した機能を持つことから、MRN複合体とがん細胞の不死性とを関連付ける研究が行われている。ヒトHNSCC細胞株では、NBN遺伝子の破壊（MRN複合体全体の発現をダウンレギュレーションする）によってテロメア長の減少と持続的な致死的DNA損傷がもたらされる。これらの細胞ではPARP阻害剤（PARPi）を併用することによりテロメア長の減少はさらに大きくなり、in vitroやさまざまなHNSCC細胞株を移植したマウスin vivoモデルの双方で腫瘍細胞の増殖が停止する。PARPi処理単独でBRCA変異がん細胞株ではアポトーシスが誘導されることが知られているが、この研究ではMRN複合体のダウンレギュレーションによってBRCAの機能が保たれている（BRCA変異を持たない）細胞もPARPi感受性とすることができることが示され、腫瘍の悪性化を制御する代替的手法が提示された。
MRN複合体は、化学治療薬や放射線療法のDNA損傷効果に対するがん幹細胞の不感受性に寄与するいくつかの経路に関与していることも示唆されており、全体的な腫瘍の悪性化の原因となっている可能性がある。具体的には、MRN阻害剤Mirin（MRE11を阻害する）は、DNA二本鎖切断の修復に必要な、ATMキナーゼによるG2/M期DNA損傷チェックポイントの制御能力を破壊する。このチェックポイントの喪失によって、がん細胞は致死的な遺伝的損傷を修復することができなくなり、DNA損傷薬に対して脆弱となる。同様に、HNSCC細胞におけるNBS1の過剰発現はPI3K/AKT経路の活性化の増加と相関しており、このこともアポトーシスを減少させることで腫瘍の悪性化に寄与することが示されている。全体として、がん細胞は現代の化学療法や放射線療法に対する抵抗性の獲得のために、DNA損傷に応答したMRN複合体によるシグナル伝達や修復能力に依存しているようである。